# Nissedals kommun
Nissedals kommun (norska: Nissedal kommune) är en kommun i Telemark fylke i södra Norge. Kommunens centralort är tätorten Treungen (Tveitsund). 

## Administrativ historik
Nissedals kommun upprättades den 1 januari 1838 (som Nissedal formannskapsdistrikt) när Formannskapslovene från 1837 trädde i kraft.
Den 1 januari 1962 respektive den 1 januari 1965 överfördes två områden från Åmli kommun till Nissedals kommun. Dessa områden överfördes samtidigt från dåvarande Aust-Agder fylke till Telemark fylke.

## Tätorter
I Nissedals kommun finns en tätort:
- Treungen (centralort)

## Socknar
Inom Norska kyrkan motsvaras Nissedals kommun av Nissedals socken i Øvre Telemarks prosteri i Agder og Telemarks stift.